# Jadwiga Kotnowska

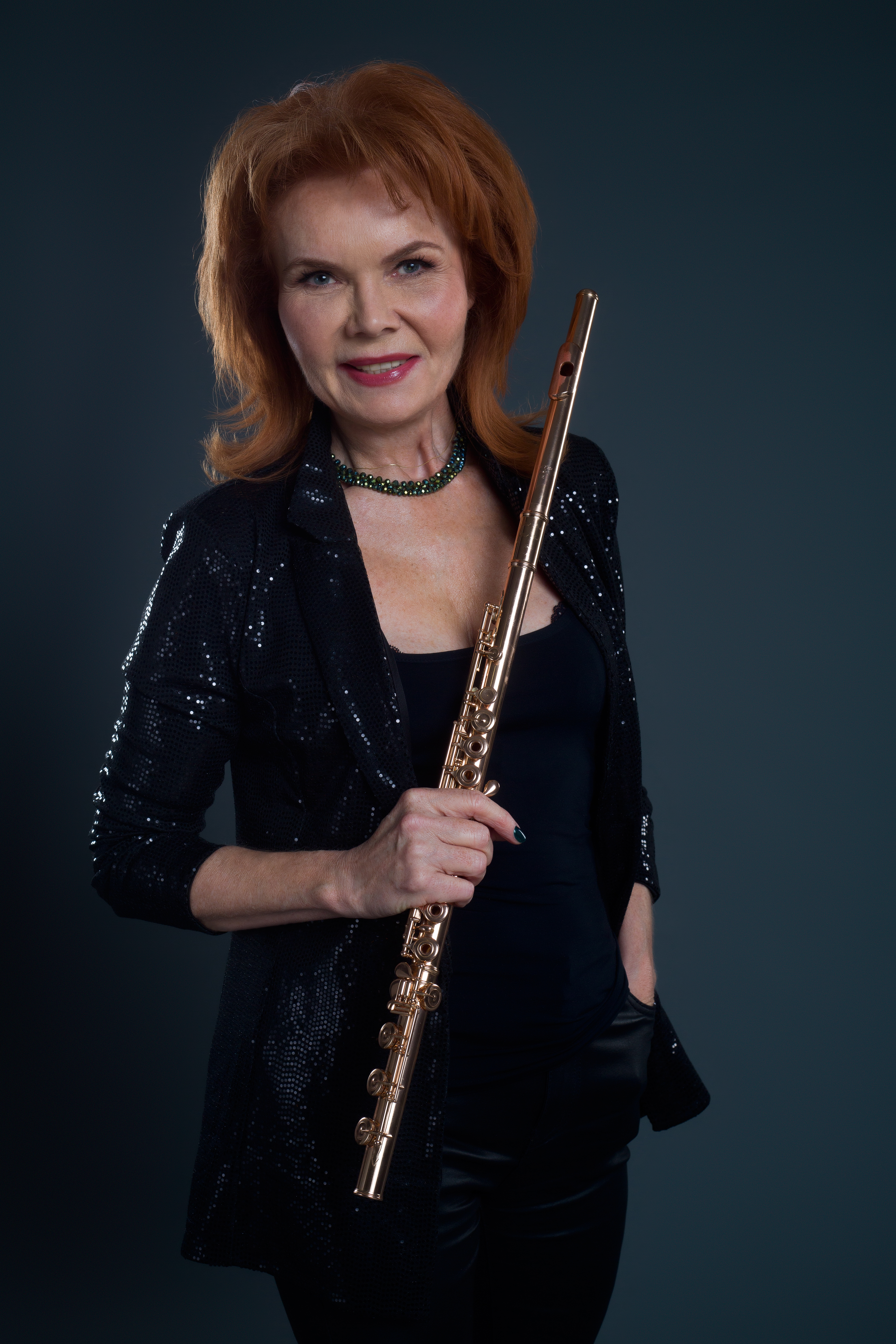
Jadwiga Kotnowska (2021)

Jadwiga Kotnowska (* 18. August 1957 in Warschau) ist eine polnische Flötistin.

## Leben und Wirken
Kotnowska begann ihre musikalische Ausbildung im Alter von zehn Jahren und spielte acht Jahre lang Flöte, Geige und Klavier. Sie studierte an der Musikhochschule Warschau in der Flötenklasse von Elżbieta Dastych-Szwarc und nahm daneben in der Schweiz Unterricht bei Aurèle Nicolet und in Frankreich bei Alain Marion und Jean-Pierre Rampal.
Sie ist Preisträgerin mehrerer internationaler Musikwettbewerbe und gewann u. a. den Ersten Preis beim Internationalen Flötenwettbewerb in Formia und 1983 die Goldmedaille und den Großen Preis beim Festival junger Solisten in Bordeaux. Ihr Repertoire umfasst Solowerke, Kammermusik und Orchesterwerk von der Zeit des Barock bis zur Gegenwart. Unter anderem spielte sie die polnischen Erstaufführungen von Joaquin Rodrigos Concierto pastorale und der Flötenkonzerte von Carl Nielsen, Hisatada Otaki und Aleksander Szczetyński sowie von Kompositionen Elżbieta Sikoras, Joanna Bruzdowicz', Konstanty Regameys, Toshio Hosokawas und John Taveners. Sie führte die Concerto-Cantata Henryk Mikołaj Góreckis unter Leitung von Antoni Witt und das Flötenkonzert Krzysztof Pendereckis unter Leitung von Wojciech Rajski und des Komponisten auf. Krzesimir Dębski, Włodek Pawlik, Robert Kurdybacha, Maciej Małecki, Jerzy Maksymiuk, Marta Ptaszyńska, Piotr Wróbel und Dariusz Przybylski komponierten Werke für sie.
Als Solistin trat sie mit führenden polnischen Orchestern unter der Leitung von Dirigenten wie Jerzy Maksymiuk, Karol Teutsch, Wojciech Rajski, Wojciech Michniewski, Agnieszka Duczmal, Jan Krenz, Tadeusz Strugała, Marek Mos und Jan Stanienda auf und gastierte in fast allen europäischen Landen, in den USA, Indien, Malaysia, Pakistan, Hongkong, Thailand, Vereinigte Arabische Emirate, Saudi-Arabien, Jordanien und Syrien. Sie arbeitete mit dem Kammerensemble von Ivan Monighetti, dem Gulbenkian Orchester in Lissabon unter der Leitung von Claudio Scimone und dem Royal Philharmonic Orchestra of Flanders in Antwerpen zusammen.
Zu ihren Kammermusikpartnern zählen der Gitarrist Waldemar Gromolak, die Harfenistinnen Anna Sikorzak-Olek und Małgorzata Komorowska, die Pianisten Nigel Clayton, Timothy Carey, Mariusz Rutkowski, Maciej Grzybowski und Marek Mizera und die Jazzmusiker Andrzej Jagodziński, Sławomir Kulpowicz, Włodek Pawlik, Krzysztof Herdzin und Vitold Rek. 2000 leitete sie eine Meisterklasse an der Musikakademie in Bydgoszcz. Weitere Meisterklassen gab sie in den Vereinigten Staaten, Malaysia, Finnland, Frankreich und dem Royal College of Music in London.